# Say Something (canção de Kylie Minogue)
"Say Something" é uma canção da cantora australiana Kylie Minogue, lançada em 23 de julho de 2020 pela BMG e pela empresa de Minogue, Darenote, como o primeiro single de seu décimo quinto álbum de estúdio Disco (2020). Minogue co-escreveu a canção com Ash Howes e seus produtores Jonathan Green e Richard Stannard. Musicalmente, "Say Something" é uma faixa inspirada na disco music com influências de dance-pop, electro-pop e synth-pop. Inspirada na pandemia de COVID-19 e nos procedimentos de confinamento, a letra da música explora temas de amor e um apelo à unidade.
"Say Something" foi amplamente aclamado pelos críticos musicais por sua qualidade de produção, som geral e composição. Além disso, muitos críticos consideraram este um dos melhores trabalhos de Minogue, e foi selecionado para Canção do Ano no APRA Music Awards de 2021. A canção teve um sucesso comercial moderado, aparecendo em paradas de sucessos na Bélgica, Croácia, Hungria, Reino Unido e Estados Unidos, bem como em paradas de componentes na Austrália, Nova Zelândia e em toda a Europa. A música ganhou certificado de ouro no Brasil pela Pro-Música Brasil (PMB) após ultrapassar 20 mil unidades vendidas.
A cineasta britânica Sophie Muller filmou o videoclipe do single em Londres, Inglaterra, e retrata Minogue cavalgando pelo espaço em uma escultura de cavalo dourado enquanto adere às medidas de distanciamento social impostas pela pandemia de COVID-19. Minogue promoveu ainda mais o single ao apresentá-lo em vários programas de televisão ao vivo, incluindo The Tonight Show Starring Jimmy Fallon e Good Morning America, bem como no setlist e no lançamento ao vivo de seu show especial de transmissão ao vivo Infinite Disco.

## Escrita e desenvolvimento
Minogue começou a trabalhar em novas músicas em 2019, após encerrar a promoção de seu décimo quarto álbum de estúdio, Golden (2018), e turnê subsequente. Durante a turnê, ela se inspirou em um segmento influenciado pela estética disco music e pelo Studio 54, e percebeu que sua direção criativa seria "voltar direto para a pista de dança" com um álbum com tema disco. Minogue começou a escrever novas músicas com os colaboradores de longa data Ash Howes, Jonathan Green e Richard "Biffco" Stannard no início do processo de produção. No entanto, devido à pandemia de COVID-19 e aos procedimentos de confinamento generalizados, a produção em conjunto foi suspensa. Durante o confinamento, Minogue trabalhou remotamente em sua casa em Londres, experimentando vários programas e ferramentas de engenharia, como Logic Pro e GarageBand.
Minogue co-escreveu "Say Something" em  setembro de 2019 com Ash Howes, Jonathan Green e o colaborador de longa data Stannard, e foi uma das primeiras faixas gravadas para o álbum. De acordo com Minogue, os esforços colaborativos para a música "caíram do céu" depois de experimentar batidas específicas, com Howes, Green e Stannard fornecendo os vocais e gravando-os em um microfone. A faixa foi gravada em Brighton, Inglaterra, com Dick Beetham como engenheiro e Louis Lion auxiliando na programação. Minogue forneceu engenharia adicional e produção vocal, enquanto Duck Blackwell mixou a música.

## Composição
"Você vai precisar de um descanso depois de 'Supernova', e 'Say Something' é uma oportunidade para se acalmar e refletir um pouco. É uma daquelas músicas que caem do céu. Eu a gravei na minha primeira sessão, antes mesmo de ter um cronograma ou um álbum planejado... Começou como uma batida, e nós estávamos todos cantando em um microfone para registrar tudo. A parte do 'Love is love' é quase que outra música, mas de alguma forma combina com o resto. Esta canção transbordou da gente naquele dia."

—Minogue falando sobre o desenvolvimento de "Say Something".
"Say Something" é uma faixa inspirada em disco music de três minutos e 32 segundos com elementos de música eletrônica, como dance-pop, electro-pop e synth-pop. Instrumentalmente, a música inclui sintetizadores "grossos", batidas de bateria, uma guitarra funk e uma seção de coral fornecida pelo House Gospel Choir. Robbin Murray da Clash comparou o som da música a "Honey" da cantora sueca Robyn, escrevendo que "apoia-se mais uma vez naquela eletrônica borbulhante, lembrando que 'Honey' de Robyn é seu digi-pop de ponta". Ao revisar o álbum Disco, o editor Michael Cragg do The Guardian sentiu que a música e a faixa do álbum "Magic" foram inspiradas na discoteca dos anos 1970 e 1980, com "cordas em staccato polidas, guitarra rítmica ágil e refrões folheados a ouro..."
Helen Brown, do The Independent, escreveu que "Saying Something" apresenta "todos os sintetizadores intergalácticos pulsantes, camadas inebriantes de vocais e riffs de guitarra sombrios", enquanto o editor da NME, Nick Levine, descreveu-a como "uma lenta queima cósmica com licks de guitarra ao estilo Bowie". A colaboradora do Pitchfork, Katherine St. Asaph, achou que a música era a menos inspirada em "disco" do álbum, escrevendo que sua progressão "não tem refrão real e quase nenhuma estrutura". De acordo com Sal Cinquemani da Slant Magazine, a música é um "syth-pop midtempo" semelhante aos singles anteriores de Minogue, "All the Lovers" e "Into the Blue". Ele descreve isso como uma introdução "enganosa" ao som do álbum.
Liricamente, a música é inspirada nos efeitos do confinamento do COVID-19, com temas de amor e união. Minogue afirmou que a letra é "sobre toda a nossa eterna busca pelo amor" e a busca por "algo ou alguém com quem você possa se identificar"; em frases como "Amor é amor / Nunca acaba / Podemos todos ser um novamente?", foram dados como exemplo para este tema. A editora Claire Shaffer da Rolling Stone, ecoou o impacto da faixa durante o COVID-19, comentando que a letra "soa pertinente para os nossos dias de quarentena". Da mesma forma, Katie Bain da Billboard, escreveu que a faixa vê Minogue "acertando o tópico bem na mosca", e Joshua Martin da MTV News a descreveu como um "chamado à unidade".

## Lançamento e formatos
Em 21 de julho, a mídia noticiou que Minogue estava se preparando para lançar seu décimo quinto álbum, Disco, no segundo semestre de 2020. Além de revelar a capa do álbum, os meios de comunicação também relataram que um novo single, intitulado "Say Something", estava com seu lançamento iminente. Minogue anunciou o lançamento do álbum e o do single em 21 e 22 de julho de 2020, respectivamente. A canção estreou em 23 de julho na rádio britânica BBC Radio 2, durante o programa The Zoe Ball Breakfast Show. É o primeiro single do álbum da BMG Rights Management e da empresa Darenote de Minogue, e foi disponibilizado pela primeira vez como single digital. No mesmo dia, o áudio oficial da canção foi adicionado no canal de Minogue no YouTube, e um vídeo lírico foi disponibilizado no dia 24 de julho de 2020. Uma versão acústica da música foi lançada em 14 de agosto. Em 1º de setembro, a BMG e o selo americano S-Curve lançaram a faixa em estações de rádio dos Estados Unidos.
Dez dias depois, o remix de Syn Cole foi lançado em plataformas digitais e de streaming online, em outubro, uma segunda versão acústica foi gravada como parte do Apple Music at Home Sessions, que foi distribuído pela Apple Music. No dia 6 de novembro, um vinil foi lançado exclusivamente pela loja virtual de Minogue, apresentando tanto a versão original da música quanto a primeira gravação acústica. A artista designer Aries Moross criou a arte da capa, que traz um close dos lábios de Minogue com batom vermelho.

## Crítica profissional
"Say Something" recebeu ampla aclamação dos críticos musicais. Neil Z. Yeung do AllMusic a escolheu como uma das melhores músicas do Disco, dizendo que "não foi apenas um pico no álbum, é também uma das melhores músicas de Minogue até hoje". Yeung mais tarde se referiu a faixa como um "hino arrebatador". Da mesma forma, Helen Brown do The Independent considerou-a uma das melhores faixas do Disco. A editora da Pitchfork, Katherine St. Asaph, chamou-a de uma das faixas "mais fortes" do álbum, elogiando a qualidade geral ao escrever "O que resta é uma quantidade luxuriante de espaço para Kylie subir em espiral, impulsionada por suspiros de exaustão de foguete, coros arejados e afirmações sem ironia".
A editora Lisa Wright da Clash, disse que a faixa "borbulha como um anúncio brilhante de férias na praia com tudo incluso", enquanto Michael Cragg do The Guardian a descreveu como um "afundo sincero de emoções intensas". Com relação ao impacto da música na pandemia de COVID-19, Nick Levine da NME a descreveu como "uma homenagem elegante ao tédio pandêmico". Embora elogiasse a música, o escritor Saw Cinquemani da Slant Magazine sentiu que "funciona melhor como uma pausa momentânea entre o álbum, que de outra forma seria frenético". Mike Wass do Idolator comparou a música a Scissor Sisters e St. Vincent, elogiando seu "coro majestoso que levanta a serotonina".
Em sua crítica à Variety, Jem Aswad descreveu "Say Something" como uma das "melhores canções disco na memória recente", com um "refrão irresistível", um "ritmo forte", bem como "letras talvez involuntariamente relevantes". Joey Nolfi da Entertainment Weekly a chamou de um "hino mirrorball", e disse que a música é "mais do que uma ode ao desejo de conexão humana em tempos sombrios, é um passo à frente poético e surpreendentemente profundo" para Minogue. Kate Solomon do The Guardian descreveu "Say Something" como um "quase disco bop com um sentimento ligeiramente meloso de pós-quarentena" que Minogue "carrega perfeitamente". "Say Something" ficou em 95º lugar na lista das 100 Melhores Músicas de 2020 da Billboard e foi selecionada para Canção do Ano no APRA Music Awards de 2021.

## Vídeo de música

### Produção e conceito
O videoclipe de "Say Something" foi dirigido pela cineasta britânica Sophie Muller. Foi filmado no Black Island Studios em Londres, Inglaterra, durante um período de distanciamento social devido à pandemia de COVID-19. Como resultado, o vídeo apresenta apenas Minogue e a dançarina Kaner Flex. O macacão arrastão e o vestido preto e branco apresentados no vídeo foram desenhados por Ed Marler, enquanto o traje de malha de cristal foi criado pela Gucci, e o último traje foi inspirado em uma fotografia de Marisa Berenson que Minogue e Muller encontraram durante a pesquisa no Studio 54.
O tema geral do vídeo foi inspirado na estética disco, que é transportada para o álbum título. Retratando Minogue como uma atriz de Hollywood da Era Espacial, o vídeo "intergaláctico" foi inspirado na psicodelia dos anos 1970 e em The Great Gatsby (1925). Ele retrata a cantora viajando pelo universo montada em uma escultura de cavalo dourado, disparando lasers de suas mãos e voando em um hovercraft.

### Lançamento
Minogue anunciou o lançamento do videoclipe em 4 de agosto de 2020, compartilhando uma imagem dela em uma escultura de cavalo dourado nas redes sociais, escrevendo a legenda: "É hora de chegar ao GALÁCTICO!". O videoclipe estreou em seu canal oficial no YouTube em 7 de agosto de 2020 às 10:00 BST. Um vídeo dos bastidores também foi enviado ao canal de Minogue no YouTube em 21 de agosto de 2020.

## Apresentações ao vivo
"Say Something" foi usado como final do Channel 4 F1 para o Grande Prêmio da Espanha de 2020, além de aparecer na série de televisão da Netflix Never Have I Ever. Além disso, Minogue fez aparições em vários programas de televisão e eventos ao vivo para promover a música. Em 17 de setembro de 2020, ela cantou a música pela primeira vez no The Tonight Show, estrelado por Jimmy Fallon. De acordo com a Billboard, a performance foi filmada remotamente e gravada em uma câmera de televisão da BBC News da década de 1980, dando-lhe uma estética de "filtro de fita VHS vintage", enquanto Minogue usava um vestido vintage Antony Price de 1983. Em 19 de setembro de 2020, Minogue apresentou uma versão acústica de "Say Something" durante o show beneficente ao vivo I Love Beirut, organizado pelo cantor libanês Mika, para arrecadar fundos para as vítimas da explosão de Beirute em 2020.
Em 1º de novembro, The Sound transmitiu uma apresentação do próximo show especial Infinite Disco. Em 6 de novembro, ela apareceu no The Zoe Ball Breakfast Show e no Good Morning America. Em 7 de novembro, ela cantou a música com membros do The House Gospel Choir durante seu show transmitido ao vivo Infinite Disco; esta versão foi incluída nos lançamentos ao vivo e no DVD do show, bem como na versão repaginada de Disco: Guest List Edition (2021).

## Faixas e formatos
| - Download digital / streaming 1. "Say Something" — 3:32 - Say Something — versão acústica 1. "Say Something" (acústico) — 3:15 2. "Say Something" — 3:32 - Say Something — Syn Cole remix 1. "Say Something" (Syn Cole remix) — 3:00 | - Say Something — vinil de 7 1. "Say Something" — 3:32 2. "Say Something" (acústico) — 3:15 - Say Something — outras versões 1. "Say Something" (Syn Cole extended mix) — 4:02 2. "Say Something" (F9 Club mix) — 6:34 3. "Say Something" (F9 remix) — 3:38 4. "Say Something" (Basement Jaxx remix) — 5:23 |

## Equipe e colaboradores
- Kylie Minogue — vocal principal, escrita, backing vocals e produção vocal
- Louis Lion — programação
- Jon Green — escrita, backing vocals, produtor, guitarra, teclados
- Duck Blackwell — produtor adicional, teclados, engenheiro de mixagem
- Dick Beetham — engenheiro de gravação
- Richard "Biff" Stannard — escrita, vocais de apoio, produtor, teclados
- Ash Howes — escrita, programação
- Adetoun Anibi — vocais de apoio

## Desempenho nas tabelas musicais
"Say Something" teve um desempenho moderado após seu lançamento. A música não apareceu nas paradas ARIA na Austrália, mas apareceu em dois outros provedores: número 15 nas paradas de radio airplay do Radiomonitor e número 5 na parada de músicas digitais da Billboard. Na Nova Zelândia, a música alcançou a posição 40 no Hot Singles em uma única semana. Na Bélgica, atingiu o pico de 14º lugar na parada Bubbling Under na Flandres e 35º na Valônia. Na Croácia, alcançou a posição 67 na parada de airplay nacional, enquanto na Hungria, alcançou a posição 15 na parada Single Top 40. Ela também alcançou a posição 17 na parada Euro Digital Songs, fornecida pela Billboard.
No Reino Unido, a canção estreou no número 82 na principal parada de singles e finalmente alcançou a posição 56. Além disso, atingiu o pico nas paradas de downloads de singles e vendas de singles, nos números nove e onze, respectivamente. De acordo com a Official Charts Company, "Say Something" se tornou seu maior hit airplay no Reino Unido desde "Get Outta My Way" (2010) e, em fevereiro de 2021, havia vendido 75.555 unidades no país.
Nos Estados Unidos, debutou em terceiro lugar na parada Dance/Electronic Digital Song Sales, número 35 na parada Dance/Mix Show Airplay e número 18 na parada Dance/Electronic Songs da Billboard. De acordo com a Luminate (anteriormente Neilsen/MRC), a faixa recebeu 429 mil streams e 3.000 downloads em sua primeira semana nos Estados Unidos.

### Posições
| Tabela musical (2020)                       | Melhor posição |
| ------------------------------------------- | -------------- |
| Austrália (Airplay – Radiomonitor)          | 15             |
| Austrália (Digital Songs – Billboard)       | 5              |
| Bélgica (Ultratop 50 de Flandres)           | 14             |
| Bélgica (Ultratop 40 de Valônia)            | 35             |
| Croácia (HRT)                               | 67             |
| Escócia (OCC)                               | 3              |
| Estados Unidos (Dance/Mix Show Airplay)     | 35             |
| Estados Unidos (Hot Dance/Electronic Songs) | 18             |
| Hungria (Single Top 40)                     | 15             |
| Nova Zelândia (RMNZ)                        | 40             |
| Reino Unido (Singles)                       | 82             |
| Reino Unido (Indie)                         | 8              |
| União Europeia (Euro Digital Songs)         | 17             |

## Certificações
| Região                                                       | Certificador      | Certificação | Vendas  |
| ------------------------------------------------------------ | ----------------- | ------------ | ------- |
| Brasil                                                       | Pro-Música Brasil | Ouro         | 20,000‡ |
| ‡vendas+valores de streaming baseados apenas na certificação |                   |              |         |